# IPhone OS 1
Az iPhone OS 1 vagy iOS 1 az Apple Inc. érintőképernyős mobilkészülékeinek operációs rendszere, amelynek megjelenésekor nem volt hivatalos elnevezése, OS X néven hivatkoztak rá. 2008. március 6-án egy fejlesztői programcsomag, az iPhone SDK megjelenésekor nevezték el iPhone OS-nek, majd iOS-nek.

## iPhone OS 1-et használó eszközök
| iPhone                         | iPod touch                    |
| - iPhone 2G (eredeti változat) | - iPod touch (első generáció) |

## iPhone OS 1 verziók
- 1.0 (2007. június 29.)
- 1.0.1 (2007. július 31.)
- 1.0.2 (2007. augusztus 21.)
- 1.1 (2007. szeptember 14.)
- 1.1.1 (2007. szeptember 27.)
- 1.1.2 (2007. november 12.)
- 1.1.3 (2008. január 15.)
- 1.1.4 (2008. február 26.)
- 1.1.5 (2008. július 15.)